# Delilah (missile)
Pour les articles homonymes, voir Delilah.
Le Delilah est un petit missile de croisière conçu par IMI durant les années 1980. À l'instar des munitions rôdeuses, le Delilah possède la capacité de survoler une zone pendant un temps variable.